# Eric Woolfson
Eric Woolfson (* 18. März 1945 in Glasgow; † 2. Dezember 2009 in London) war ein britischer Musiker und Produzent.

## Leben
Woolfson war schon als Kind begeisterter Musiker und Komponist und hatte sich exzellente Pianokenntnisse erworben.  Bereits mit 18 arbeitete er als Session-Pianist. Der Produzent der Rolling Stones, Andrew Loog Oldham, gab ihm bald darauf Arbeit als Songschreiber, und die ersten „Woolfsongs“ schrieb er für Künstler wie Marianne Faithfull und Chris Farlowe.
In den Abbey Road Studios lernte er 1974 den aufstrebenden Produzenten Alan Parsons kennen, mit dem er sich gut verstand und ergänzte. Da beide die Phantastica von Edgar Allan Poe schätzten, beschlossen sie, ein Konzeptalbum auf der Grundlage von Poes Geschichten aufzunehmen. 1976 schrieben sie diverse Kurzgeschichten entsprechend um und nahmen mit Gastmusikern das Album Tales of Mystery and Imagination auf.
Der Gruppenname The Alan Parsons Project war eigentlich nur für dieses Album vorgesehen. Weil es aber so erfolgreich war, folgten bis 1987 neun weitere Produktionen (vgl. APP-Diskografie). Bis 2004 wurden 45 Millionen Alben verkauft.
Nach dem Musical Freudiana (1990), dessen Rechte beim künstlerischen Leiter Brian Brolly, die Verluste aber bei Parsons und Woolfson blieben, trennten sich die Weggefährten. Woolfson produzierte weitere Musicals wie Gambler (1996) und Gaudi (1992) auf der Grundlagen der Projekt-Alben The Turn of a Friendly Card (1980) und Gaudi (1987), die beide in Deutschland in der Inszenierung von Elmar Ottenthal ihre Weltpremiere hatten und mehrere Jahre im Programm blieben.
2003 nahm Woolfson mit Sänger Steve Balsamo ein Sequel zur ersten Project-LP auf. POE – More Tales Of Mystery And Imagination wurde im November des gleichen Jahres einmal in den Abbey Road Studios live aufgeführt.
Seine letzte Veröffentlichung Eric Woolfson sings The Alan Parsons Project That Never Was (2009) enthält zehn Songs, die er für The Alan Parsons Project geschrieben hatte und die davor unveröffentlicht geblieben waren. Am 28. August 2009 erlebte das letzte Bühnenwerk von Woolfson Edgar Allan Poe (auf der Grundlage der beiden Poe-Alben) auf Deutsch seine Weltpremiere in Halle (Saale), wo es bis März 2011 im regulären Programm blieb.
Woolfson starb am 2. Dezember 2009 im Alter von 64 Jahren an einem Nierenkarzinom.

## Sonstiges
Nach eigener Aussage war Woolfson Gründungsmitglied der Social Democratic Party.